# ГЕС Sīmùtǎsī
ГЕС Sīmùtǎsī (斯木塔斯水电站) — гідроелектростанція на північному заході Китаю в провінції Сіньцзян. Використовує ресурс із річки Akeyazi, правої притоки Текес, котра в свою чергу є лівою твірною Ілі (тече до розташованого на території Казахстану безсточного озера Балхаш).
В межах проекту річку перекрили насипною греблею висотою 106 метрів та довжиною 141 метр. Крім того, неподалік на лівобережжі розташована допоміжна споруда висотою 12 (за іншими даними – 16) метрів та довжиною 433 метра. Разом вони утримують водосховище з об’ємом 129,6 млн м3 (корисний об’єм 96,3 млн м3) та припустимим коливанням рівня поверхні у операційному режимі між позначками 1897 та 1930 метрів НРМ (під час повені рівень може зростати до 1931,5 метра НРМ, а об’єм – до 144,9 млн м3).
У розташованому на  лівобережжі за 0,9 км від сховища машинному залі розмістили генераторне обладнання загальною потужністю 110 МВт, яке забезпечує виробництво 317 млн кВт-год електроенергії на рік.